# Perspecplejia
Perspecplejia (neologismo de perspectiva y paraplejía), es un documental chileno producido y protagonizado por David Albala, donde se relata cómo es la vida de un discapacitado desde diversos tópicos.
Para ello, no sólo da su testimonio personal, sino que acude a otras personas con paraplejía, entre ellas Silvia Ceballos. También invitó a diversas figuras del quehacer nacional a vivir su experiencia, como por ejemplo Amaro Gómez-Pablos, Carolina Tohá, Vivi Kreutzberger, Marcelo Trivelli, Érika Olivera, entre otros.